# Чегуту
Чегуту (енгл. Chegutu) је насеље у Зимбабвеу 143 km југозападно од Харареа.